# Nicolae Balauru
Nicolae Balauru est un footballeur roumain né le 6 décembre 1980 à Alexandria.

## Carrière
- 2000-01 : Rocar Bucarest  Roumanie
- 2000-01 : Fulgerul Bragadiru  Roumanie
- 2001-02 : Politehnica Timisoara  Roumanie
- 2002-03 : Politehnica Timisoara  Roumanie
- 2003-04 : Politehnica Timisoara  Roumanie
- 2004-05 : Politehnica Timisoara  Roumanie
- 2004-05 : Apullum Alba-Iulia  Roumanie
- 2004-05 : Otelul Galati  Roumanie
- 2005-06 : Otelul Galati  Roumanie
- 2005-06 : FCM Bacau  Roumanie
- 2006-07 : Unirea Urziceni  Roumanie
- 2007-08 : Dacia Mioveni  Roumanie[1],[2]